# Кувшинка мелкоцветковая
Кувшинка мелкоцветковая (лат. Nymphaea micrantha) — растение семейства кувшинковых, рода Кувшинка (Nymphaea). Происходит из тропической Западной Африки. Листья овальные или круглые, диаметром 8—12 см. Живородящее растение. На верхушках их листовых черешков, в месте прикрепления листовой пластинки, формируются розетки новых растений, ко второму году жизни розеток образуются луковицы. Цветёт белыми цветами. Цветки могут достигать в диаметре до 10 см и появляются примерно с сентября по октябрь. Растение обычно растет до высоты 20–80 см. Прикреплённое плавающее растение.
Растение было привезено в Императорской Санкт-Петербургский ботанический сад из Сенегала.